# おしゃべり魔女 (アルバム)
| 専門評論家によるレビュー | 専門評論家によるレビュー |
| レビュー・スコア         | レビュー・スコア         |
| 出典                     | 評価                     |
| ------------------------ | ------------------------ |
| AllMusic                 | [ 2 ]                    |
| レコード・コレクター     | [ 3 ]                    |
| ローリング・ストーン     | [ 4 ]                    |
| ヴィレッジ・ヴォイス     | A−                       |

『おしゃべり魔女』（おしゃべりまじょ、Tom Tom Club）は、トム・トム・クラブが1981年にリリースしたファースト・アルバムで、収録曲には、1981年6月に全英シングルチャートで7位となった「おしゃべり魔女」(Wordy Rappinghood)、同じく10月に65位まで浮上した「悪魔のラヴ・ソング」(Genius of Love)、さらにカセットテープには、1982年8月に22位に達した「渚のボードウォーク (Under the Boardwalk) などのヒット曲が含まれていた。アメリカ合衆国では、アルバム・チャートであるBillboard 200で最高23位まで上昇し、シングルとしてリリースされた「悪魔のラヴ・ソング」がBillboard Hot 100で最高31位となった。また、「おしゃべり魔女」と「悪魔のラヴ・ソング」を繋げてリミックスしたバージョンが、『ビルボード』誌のダンス・チャートで首位に立った。
このアルバムは、2009年5月19日に、トム・トム・クラブの2枚目のアルバム『フォクシー・ワールド』(Close to the Bone) とともに、CD2枚組デラックス・パッケージの一部として再リリースされた。
オンライン雑誌『Slant Magazine』は、このアルバムを1980年代のベスト・アルバム100の87位に挙げている。

## トラックリスト
作者のクレジットは、ASCAPないしAPRAの登録による。特に記載のないものはすべて、ティナ・ウェイマス、クリス・フランツ、エイドリアン・ブリュー、スティーブン・スタンレーの共作である。

### LP盤
Side 1
1. おしゃべり魔女 (Wordy Rappinghood) (Tina Weymouth, Lani Weymouth, Laura Weymouth, Frantz, Stanley) – 6:27
2. 悪魔のラヴ・ソング (Genius of Love) – 5:34
3. トム・トム・クラブのテーマ (Tom Tom Theme) (Belew, Frantz) – 1:25
4. エレファント (L'éléphant) – 4:50

Side 2
1. 魔法はきまぐれ (As Above, So Below) – 5:23
2. ローレライ (Lorelei) (Tina Weymouth, Laura Weymouth, Frantz, Belew, Stanley) – 5:05
3. オン・オン・オン (On, On, On, On...) (Tina Weymouth, Frantz, Belew) – 3:33
4. ブーミングとズーミング (Booming and Zooming) (Tina Weymouth, Frantz, Belew) – 4:32

### カセットテープ
Side 1
1. おしゃべり魔女 (Wordy Rappinghood)
2. 悪魔のラヴ・ソング (Genius of Love)
3. トム・トム・クラブのテーマ (Tom Tom Theme)
4. エレファント (L'éléphant)

Side 2
1. 魔法はきまぐれ (As Above, So Below)
2. ローレライ（リミックス） (Lorelei) (Remix)
3. オン・オン・オン (On, On, On, On...)
4. 渚のボードウォーク (Under the Boardwalk" (Kenny Young, Arthur Resnick)

### CD盤
1. おしゃべり魔女 (Wordy Rappinghood) – 6:27
2. 悪魔のラヴ・ソング (Genius of Love) – 5:34
3. トム・トム・クラブのテーマ (Tom Tom Theme) – 1:24
4. エレファント (L'éléphant) – 4:51
5. 魔法はきまぐれ (As Above, So Below) – 5:22
6. ローレライ (Lorelei) – 5:05
7. オン・オン・オン (On, On, On, On...) – 3:33
8. ブーミングとズーミング (Booming and Zooming) – 4:35
9. 渚のボードウォーク (Under the Boardwalk) – 5:46
10. ローレライ（リミックス）(Lorelei" (Remix) – 6:17
11. おしゃべり魔女（ロング・バージョン）(Wordy Rappinghood) (Long version) – 6:42
12. 悪魔のラヴ・ソング（ロング・バージョン）(Genius of Love) (Long version) – 7:26

Deluxe edition CD1
1. おしゃべり魔女 (Wordy Rappinghood) – 6:27
2. 悪魔のラヴ・ソング (Genius of Love) – 5:34
3. トム・トム・クラブのテーマ (Tom Tom Theme) – 1:24
4. エレファント (L'éléphant) – 4:51
5. 魔法はきまぐれ (As Above, So Below) – 5:22
6. ローレライ (Lorelei) – 5:05
7. オン・オン・オン (On, On, On, On...) – 3:33
8. ブーミングとズーミング (Booming and Zooming) – 4:35
9. 渚のボードウォーク (Under the Boardwalk) – 5:46
10. (On, On, On, On..." (Remix) – 3:44
11. ローレライ（リミックス）(Lorelei) (Remix) – 6:17
12. スプークス（シングル・バージョン）(Spooks) (Single version) – 6:32
13. エレファント（シングル・バージョン）(Elephant) (Single version) – 5:12
14. おしゃべり魔女（シングル・バージョン）((You Don't Stop) Wordy Rappinghood) (Single version) – 4:08

## パーソネル
トム・トム・クラブ 
- エイドリアン・ブリュー - ギター
- クリス・フランツ - ドラムス、共同プロデュース
- ティナ・ウェイマス - ベース、ボーカル、共同プロデュース
- モンテ・ブラウン (Monte Brown) - ギター
- タイロン・ダウニー（英語版） - キーボード
- ユザイア・"スティッキー"・トンプソン（英語版） - パーカッション
- ラニ・ウェイマス (Lani Weymouth) – ボーカル
- ローラ・ウェイマス (Laura Weymouth) – ボーカル
- ロリック・ウェイマス (Loric Weymouth) – ボーカル

テクニカル
- スティーヴン・スタンレー – 共同プロデュース、エンジニアリング、ミキシング
- ベンジー・アームブリスター (Benji Armbrister) – エンジニアリング
- ケンドール・スタブス (Kendall Stubbs) – エンジニアリング
- ジェームス・リジィ（英語版） – カバー・イラストレーション

## チャート
| チャート                      | 最高位 |
| ----------------------------- | ------ |
| イギリス 全英アルバムチャート | 78     |
| アメリカ合衆国 Billboard 200  | 23     |

## ゴールドディスク
| 国・地域              | 認定 |
| --------------------- | ---- |
| アメリカ合衆国 (RIAA) | Gold |